# 미르코 발디피오리
미르코 발디피오리(이탈리아어: Mirko Valdifiori, 1986년 4월 21일 ~)는 이탈리아의 축구 선수이다.